# كاميلا هولث
كاميلا هولث (بالنرويجية البوكمول: Camilla Holth)‏ هي لاعبة كرلنغ نرويجية، ولدت في 25 ديسمبر 1978 في باروم في النرويج.

## وصلات خارجية
- كاميلا هولث على موقع الاتحاد الدولي للكرلنغ (الإنجليزية)
- كاميلا هولث على موقع أوليمبيديا (الإنجليزية)